# Salzburger AK 1914
Salzburger AK 1914 – austriacki klub piłkarski, mający siedzibę w mieście Salzburg, na zachodzie kraju. Obecnie gra w Regionalliga Salzburg.

## Historia
Chronologia nazw:
- 1914: Salzburger Athletiksport-Klub
- 1943: Fußballgemeinschaft (FG) Salzburg
- 1945: Salzburger AK 1914

Klub sportowy Salzburger AK został założony w miejscowości Salzburg 24 czerwca 1914 roku. Czyni go najstarszym klubem piłkarskim w kraju związkowym Salzburg. Przy powstaniu klubu jego kolory zostały ustalone na czerwono-białe i zmienione na niebiesko-żółte w 1919 roku. W sezonie 1921/22 zespół debiutował w rozgrywkach Salzburger 1. Klasse, które odbyły się po raz pierwszy i natychmiast zajął drugie miejsce. W latach 1924–1938 zdobył tytuł mistrza kraju przez 15 kolejnych lat z rzędu. Wskutek aneksji Austrii przez Rzeszą Niemiecką 12 marca 1938 roku rozgrywki w Austrii były organizowane jako część mistrzostw Niemiec. Austriackie kluby walczyli w Gaulidze, a zwycięzca potem uczestniczył w rozgrywkach pucharowych o tytuł mistrza Niemiec. Klub występował na drugim poziomie w Bezirksklasse West, a od 1939 w Salzburger 1. Klasse, w której był zawsze drugim, a w 1942 nawet zwyciężył w lidze, ale bez awansu. W 1943 klub połączył z innymi lokalnymi klubami i jako FG Salzburg startował w Liga Oberdonau-Salzburg. W następnym sezonie 1944/45 ze względu działań wojennych rozgrywki zostały zawieszone. Po zakończeniu II wojny światowej klub wrócił do nazwy Salzburger AK 1914 (dla fanów w skrócie SAK) i kontynuował grę na drugim poziomie w Landesklasse Salzburg (D2). W pierwszych dwóch sezonach był pierwszy, a w kolejnych dwóch drugim w lidze, jednak wtedy nie było awansów do ligi państwowej. Dopiero zajęcie drugiego miejsca w Landesklasse Salzburg w sezonie 1949/50 pozwoliło klubowi awansować do Tauernligi, która została wprowadzona w 1950 roku jako drugi poziom ligowy. W 1952 po wygraniu Tauernligi zwyciężył potem w meczach playoff (3:1, 2:3) Schwarz-Weiß Bregenz, zdobywając historyczny awans do Staatsligi A. Debiutowy sezon 1952/53 na najwyższym poziomie zakończył na ostatnim 14.miejscu i spadł z powrotem do Tauernligi. W 1960 zwyciężył w Tauernliga Nord, ale potem przegrał w meczach playoff (0:1, 1:7) z FC Dornbirn. W następnym sezonie znów zwyciężył w drugiej lidze, zwanej Regionalliga West i bezpośrednio został promowany do Staatsligi. Swój drugi sezon na najwyższym poziomie znów zakończył na ostatnim 14.miejscu i spadł z powrotem do Regionalligi West. W 1964 spadł do Landesligi Salzburg, a po dwóch latach wrócił do Regionalligi West. Po zakończeniu sezonu 1973/74, w którym zajął czwarte miejsce, klub po kolejnej reformie systemu lig został zakwalifikowany do poziom niższej ligi, zwanej Salzburger Liga. W następnym sezonie zwyciężył w Salzburger Liga i natychmiast powrócił do drugiej ligi o nowej nazwie 2. Division. Po dwóch latach w 1977 nastąpił spadek do Alpenligi (D3). W 1980 zdobył mistrzostwo Alpenligi i wrócił do 2. Division. W 1985 zdobył mistrzostwo drugiej dywizji i awansował po raz trzeci do najwyższej ligi. W sezonie 1985/86 w Bundeslidze po rundzie podstawowej zajął ostatnie 12.miejsce i potem zakwalifikował się do Mittleres Playoff, gdzie uzyskał znów ostatnią ósmą lokatę (końcowe 16.miejsce) i był zmuszony pożegnać z Bundesligą. W sezonie 1986/87 po rundzie podstawowej w 2. Division był na 11.pozycji i zakwalifikował się potem do Untere Playoff, gdzie uzyskał ratunkowe 5.miejsce (końcowe 21) i pozostał w drugiej lidze. W sezonie 1987/88 rundę podstawową w 2. Division zakończył na ostatniej 12.pozycji, a potem w Untere Playoff znów uzyskał ostatnią 8.lokatę (końcowe 24) i został zdegradowany do trzeciej ligi. W 1992 spadł z Regionalligi West do Salzburger Liga, a w 1993 nawet do 1. Landesligi (D5). Potem nastąpiła seria 2 tytułów mistrzowskich z rzędu oraz awans do Regionalligi West (D3) w roku 1996. W 2004 opuścił na rok trzecią ligę. W sezonie 2005/06 zajął 14.miejsce i spadł do czwartej ligi, zwanej 1. Landesliga, a od 2010 roku Salzburger Liga. W 2016 został wicemistrzem Salzburger Ligi i awansował do Regionalligi West. Jednak po roku zajął 16.miejsce w lidze i wrócił do Salzburger Ligi. W sezonie 2018/19 zdobył mistrzostwo i po raz kolejny awansował do Regionalliga Salzburg.

## Barwy klubowe, strój
|  |  |

Klub ma barwy niebiesko-żółte. Zawodnicy domowe spotkania zazwyczaj grają w niebieskich koszulkach, żółtych spodenkach oraz niebieskich getrach.

## Sukcesy

### Trofea międzynarodowe
Nie uczestniczył w rozgrywkach europejskich (stan na 31-05-2019).

### Trofea krajowe
| \| \| Zdobyte trofea w rozgrywkach Austrii (stan na: 31-05-2019) \| |                                                            |      |                                                                        |
| Rozgrywki                                                           | Osiągnięcie                                                | Razy | Sezon(y)                                                               |
| · Mistrzostwo                                                       | I miejsce                                                  | 0    |                                                                        |
| · Mistrzostwo                                                       | II miejsce                                                 | 0    |                                                                        |
| · Mistrzostwo                                                       | III miejsce                                                | 0    |                                                                        |
| · Mistrzostwo                                                       | 14.miejsce                                                 | 2    | 1952/53, 1961/62                                                       |
| Puchar                                                              | zdobywca                                                   | 0    |                                                                        |
| Puchar                                                              | finalista                                                  | 0    |                                                                        |
| Puchar                                                              | ćwierćfinalista                                            | 2    | 1961/62, 1985/86                                                       |
| II liga                                                             | I miejsce                                                  | 7    | 1941/42, 1945/46, 1946/47, 1951/52, 1959/60, 1960/61, 1984/85          |
| II liga                                                             | II miejsce                                                 | 8    | 1939/40, 1940/41, 1942/43, 1947/48, 1948/49, 1956/57, 1958/59, 1971/72 |
| II liga                                                             | III miejsce                                                | 1    | 1955/56                                                                |
| Austria                                                             | Zdobyte trofea w rozgrywkach Austrii (stan na: 31-05-2019) |      |                                                                        |

- Landesliga Salzburg / Salzburger Liga / Alpenliga / Regionalliga West (D3):
  - mistrz (3x): 1965/66, 1974/75, 1979/80
  - wicemistrz (2x): 1964/65, 1990/91
  - 3.miejsce (1x): 1989/90

- Amatorskie mistrzostwa Austrii:
  - wicemistrz (3x): 1934, 1935, 1937

- Mistrzostwa Salzburger Landes:
  - mistrz (30x): 1924, 1925, 1926, 1927, 1928, 1929, 1930, 1931, 1932, 1933, 1934, 1935, 1936, 1937, 1938, 1942, 1946, 1947, 1952, 1960, 1961, 1963, 1972, 1979, 1980, 1991, 1998

- Puchar Salzburger Landes:
  - zdobywca (6x): 1929, 1930, 1931, 1932, 1933, 1934
  - finalista (3x): 1937, 1947, 1948

## Poszczególne sezony

### Rozgrywki międzynarodowe

#### Europejskie puchary
Nie uczestniczył w rozgrywkach europejskich.

### Rozgrywki krajowe
| \| Austria \| Bilans występów klubu w rozgrywkach piłkarskich Austrii (Stan na 31 maja 2019 r.) \| \| | |        |       |   |   |   |    |    |     |                                                                                        |        |        |      |
| Poziom                                                                                                | Rozgrywki | Sezony | Mecze | Z | R | P | B+ | B– | Pkt | Lata                                                                                   | Awanse | Spadki | Naj. |
| I | Staatsliga A/ Staatsliga/ Bundesliga                                                                                                 | 3      |       |   |   |   |    |    |     | 1952/53, 1961/62, 1985/86                                                              | 0      | 3      | 14   |
| II | Bezirksklasse West/ Salzburger 1. Klasse/ Liga Oberdonau-Salzburg/ Landesklasse Salzburg/ Tauernliga/ Regionalliga West/ 2. Division | 40     |       |   |   |   |    |    |     | 1938–1944, 1945–1952, 1953–1961, 1962–1964, 1966–1974, 1975–1977, 1980–1985, 1986–1988 | 3      | 4      | 1    |
| III                                                                                                   | Landesliga Salzburg/ Salzburger Liga/ Alpenliga/ Regionalliga West                                                                   | 20     |       |   |   |   |    |    |     | 1964–1966, 1974/75, 1977–1980, 1988–1992, 1996–2004, 2005/06, 2016/17                  | 3      | 4      | 1    |
| | Puchar Austrii | ?      |       |   |   |   |    |    |     | od 1946                                                                                | 0      | 0      | 1/4  |
| Austria                                                                                               | Bilans występów klubu w rozgrywkach piłkarskich Austrii (Stan na 31 maja 2019 r.)                                                    |        |       |   |   |   |    |    |     |                                                                                        |        |        |      |

## Struktura klubu

### Stadion
Klub piłkarski rozgrywa swoje mecze domowe na stadionie HCS Arena w Salzburgu o pojemności 2500 widzów.

### Inne sekcje
Klub prowadzi drużyny dla dzieci i młodzieży w każdym wieku. Funkcjonują również sekcje szermierki, łyżwiarstwa figurowego, fitnessu i jazdy na rolkach. Rozwiązana sekcja piłki ręcznej mężczyzn została mistrzem Austrii w 1971 roku.

## Kibice i rywalizacja z innymi klubami

### Derby
- 1. Salzburger SK 1919
- Austria Salzburg
- ASK Salzburg
- ASV Salzburg
- FC Salzburg
- Red Bull Salzburg